# Сирбу Іван Федорович
Іва́н Фе́дорович Си́рбу (* 1935) — український науковець, професор, доктор медичних наук (1986), винахідник.

## Життєпис
Народився 1935 року у селі Бокша Скулянського району (Молдова). Здобув вищу освіту у Одеському медичному інституті, де й почав професійний шлях асистентом кафедри оперативної хірургії.
Працював ургентним хірургом 2-ї міської лікарні Одеси. Протягом 1970—1972 років займав посаду ординатора 1-ї хірургічної клініки 2-ї міської клінічної лікарні міста Одеса.
У 1972 році обраний на посаду асистента кафедри госпітальної хірургії Калінінського медичного інституту. Згодом його запросили до Всесоюзного наукового центру хірургії Академії медичних наук СРСР у Москві, де у 1984—1986 роках працював ординатором відділення хірургії стравоходу та шлунку. У 1987 р. обраний завідувачем кафедри загальної хірургії Запорізького медичного інституту, яку очолював майже два десятиліття. З 2006 р. — професор кафедри. У 1969 р. захистив кандидатську дисертацію, у 1986 р. у ВНЦХ докторську дисертацію «Ранні та віддалені ускладнення гастроентероанастомоза після резекції шлунку».
Є автором 183 наукових робіт та 24 раціоналізаторських пропозицій; 26 методичних вказівок і 6 навчальних посібників для самостійної роботи студентів у вивченні загальної та приватної хірургії.
Основний напрям досліджень: рання діагностика, профілактика та інтенсивна терапія гострих хірургічних захворювань органів черевної порожнини. Приділяє увагу методиці та методології викладання хірургії, навчальній та науково-дослідній роботі.
Під його керівництвом захищено 12 кандидатських дисертацій.
Входить до складу правління Запорізького наукового товариства хірургів. Консультує молодих хірургів, підготував методичні рекомендації з обстеження та лікування хворих з гострими хірургічними захворюваннями органів черевної порожнини. Він є головою циклової хірургічної методичної комісії.
Нагороджений
- Почесною грамотою Міністерства охорони здоров'я України
- почесною грамотою департаменту охорони здоров'я Запорізької облдержадміністрації
- подякою ректора Запорізького державного медичного університету.

Серед робіт: «Диференціальна діагностика гастродуоденальної виразки й гострого панкреатиту», 2012, співавтори Новохатній П. В., Рязанов Дмитро Юрійович.
Серед патентів: «Спосіб завершення релапаротомій у хворих панкреонекрозом», 2013, співавтори Антоневич Віктор Миколайович, Ярешко Володимир Григорович.